# HD279110
HD279110 є хімічно пекулярною зорею спектрального класу
B9 й має видиму зоряну величину в смузі V приблизно  9,6.

## Пекулярний хімічний вміст
Зоряна атмосфера HD279110 має підвищений вміст 
Si
.